# Stefan Liv Memorial Trophy

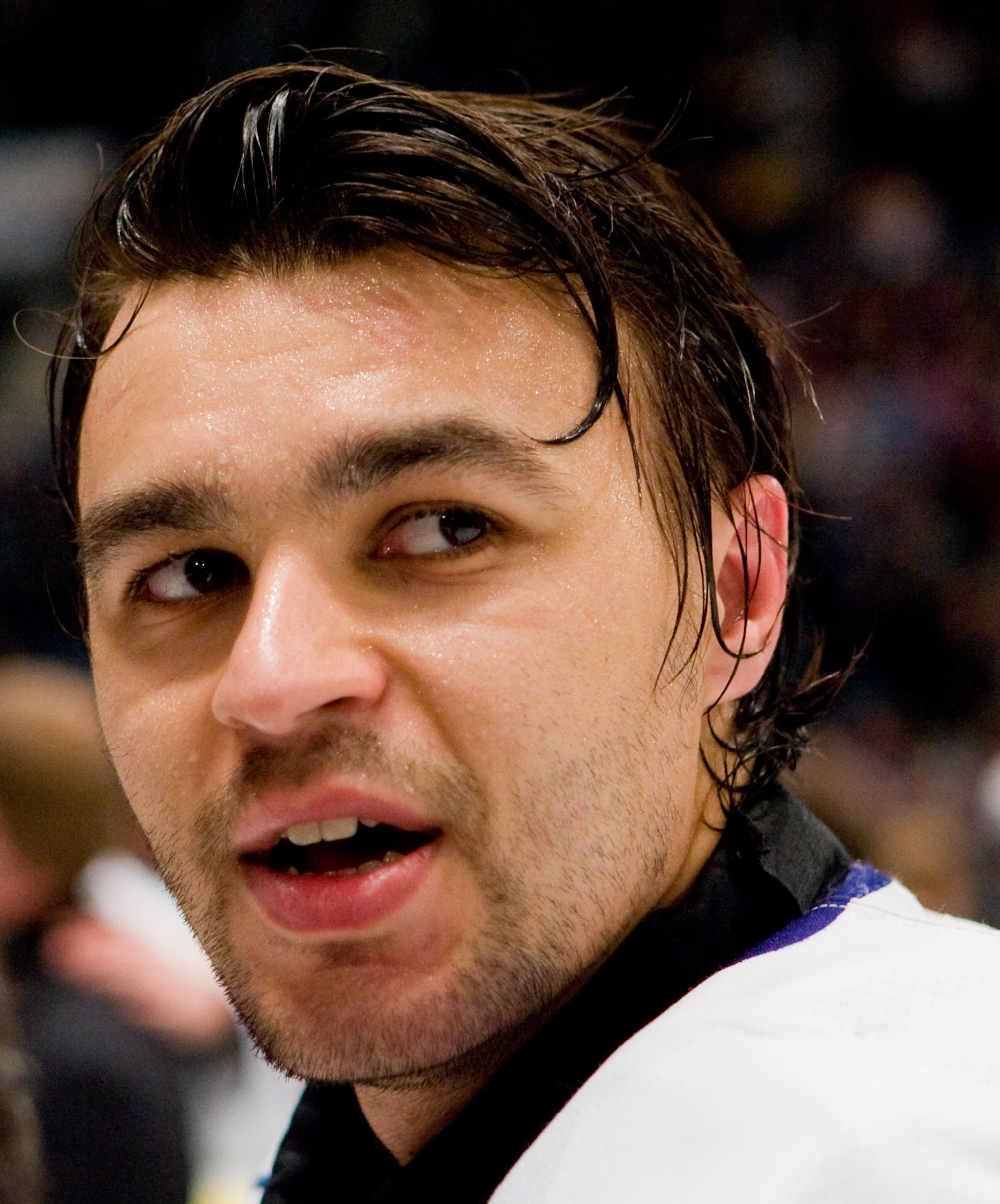
Stefan Liv

Stefan Liv Memorial Trophy je každoroční ocenění v Svenska hockeyligan pro nejužitečnějšímu hráči playoff. Trofej se začala předávat od roku 2010, podle vzoru z ligy NHL trofeje Conn Smythe Trophy. V roce 2013 byla trofej přejmenována po zesnulém brankáři Stefanu Livovi, který zemřel při letecké havárii u Jaroslavli 7. září 2011.

## Vítězové
| Ročník                      | Hráč              | Tým             |
| --------------------------- | ----------------- | --------------- |
| 2009/2010                   | Johan Davidsson   | HV71            |
| 2010/2011                   | Anders Bastiansen | Färjestad BK    |
| 2011/2012                   | Jakob Silfverberg | Brynäs IF       |
| 2012/2013                   | Oscar Lindberg    | Skellefteå AIK  |
| 2013/2014                   | Joakim Lindström  | Skellefteå AIK  |
| 2014/2015                   | Noah Welch        | Växjö Lakers HC |
| 2015/2016                   | Johan Sundström   | Frölunda HC     |
| 2016/2017                   | Simon Önerud      | HV71            |
| 2017/2018                   | Elias Pettersson  | Växjö Lakers HC |
| 2018/2019                   | Ryan Lasch        | Frölunda HC     |
| 2019/2020                   | nauděleno         |                 |
| 2020/2021                   | Pontus Holmberg   | Växjö Lakers HC |
| 2021/2022                   | Per Åslund        | Färjestad BK    |
| 2022/2023                   | Emil Larmi        | Växjö Lakers HC |
| 2023/2024                   | Linus Söderström  | Skellefteå AIK  |
| Zdroj na eliteprospects.com |                   |                 |